# V505 Sagittarii
V505 Sagittarii (V505 Sgr / HD 187949) és un sistema estel·lar a la constel·lació del Sagitari. De magnitud aparent mitjana +6,46, es troba aproximadament a 398 anys llum del sistema solar.
El sistema V505 Sagittarii està compost per almenys tres components. Dos d'aquells formen una binària eclipsant –semblant a Algol (β Persei) o a ζ Phoenicis– amb un període orbital de 1,1827 dies. La component principal és una estrella blanca de la seqüència principal de tipus espectral A2V amb una temperatura efectiva de 8.860 K. Té una massa de 2,20 masses solars, un radi 2,2 vegades més gran que el del Sol i gira sobre si mateixa amb una velocitat de rotació projectada de 106 km/s. La seva companya és una estrella subgegant més freda de tipus G5IV amb una temperatura aproximada de 4.820 K. Té una massa d'uns 15% major que la del Sol i és 2,4 vegades més gran que aquest. La lluentor d'aquesta binària disminueix una mica més d'una magnitud quan té lloc l'eclipsi principal, mentre que també hi ha un eclipsi secundari que provoca un descens de lluentor de 0,17 magnituds. L'eclipsi principal es produeix quan la subgegant –2,7 vegades més lluminosa que el Sol– passa per davant de l'estel A2, la lluminositat del qual és 24,7 vegades superior a la lluminositat solar. A més, el parell és molt brillant en longituds d'ona de rajos X on mostra una lluminositat que aconsegueix els 6.866 × 1020 W.
Al voltant del parell interior orbita una tercera component amb un període orbital que no és ben conegut (diverses fonts donen valors de 38 i 60,1 anys). Hom pensa que, amb una massa un 20% superior a la del Sol, és una nana groga de tipus espectral F7-8V. L'òrbita d'aquesta tercera component, mesurada per interferometria de clapejat, suggereix la presència d'un quart objecte, massa tènue per haver estat observat encara.